# 대한불교총화종
대한불교 총화종(大韓佛敎總和宗)은 1969년 12월 30일 서울 종로구 연지동 40에 최득연(崔得淵) 스님이 창종하였으며 원효사상계에 속한 한국불교의 한 종파이다.
석가모니불을 (釋迦牟尼佛) 본존불로, 원효대사를 종조로, 《금강반야경》(金剛般若經) 을 소의경전으로 삼는다. 종지(宗旨)는 육화(六和)정신을 닦아서 광도중생함에 있는 것이다.
변운호 종정과 이장호(李章鎬) 총무원장이 종단의 업무를 이끌어 왔다.